# Christopher Weeramantry
Christopher Gregory Weeramantry (17 de novembro de 1926 - 5 de janeiro de 2017) foi um advogado do Sri Lanka. Foi juiz do Tribunal Internacional de Justiça (CIJ) de 1991 a 2000, servindo como vice-presidente do CIJ de 1997 a 2000.
Weeramantry nasceu em Colombo, Sri Lanka. Ele estudou no Royal College Colombo, no King ' s College de Londres, e na Universidade de Ceilão.
Weeramantry foi juiz do Supremo Tribunal  do Sri Lanka de 1967 a 1972. Ele também foi professor emérito na Universidade Monash e presidente da Associação Internacional de Advogados Contra Armas Nucleares. Fundou o Weeramantry International Centre for Peace Education and Research para fomentar o estudo e compreensão das principais religiões mundiais.
Morreu em Colombo, Sri Lanka , de causas naturais em 05 de janeiro de 2017, com idade de 90 anos. 

## Obras e pensamento
Foi autor de muitas obras, entre os quais se encontra "Islamic Jurisprudence, an international perspective", sobre as leis islâmicas    (Xaria). Para Weeramantry, era de lamentar a separação da religião e da Lei Internacional, que para si tinha origem nas guerras religiosas do século 17 (1618 a 1648) ;  enfatizou a necessidade de preencher  a lacuna entre religião e Direito Internacional, apontando para o enorme reservatório de sabedoria acumulada do Direito Internacional nas religiões do mundo. Para C.Weeramnatry, todas as religiões do mundo ensinam básicamente os mesmos princípios. Considerava que o Islão, tinha sido objecto de uma grande quantidade de desinformação e mal-entendidos. 
Para Weeramantry, a dignidade individual é alta na lei islâmica e o conceito de direitos humanos  encaixa-se naturalmente em sua estrutura. A jurisprudência Islâmica, pensava Weeramantry, estava muito em sintonia com o atual pensamento internacional de jurisprudência e direitos humanos.
O tom de "Islamic Jurisprudence, an international perspective" é bem marcado. Ele afirma que antes do advento do Islão, tiranos, monarcas e príncipes mercantes mantinham  o poder  na Arábia sem a influência restritiva de qualquer princípio legal ou moral, mas que em lugar desse regime o Islão instalou os princípios de fraternidade, igualdade e liberdade perante a lei .Califas, sultões e imperadores eram assim irmãos de seus súbditos (pág. 62). Afirma que os  princípios da Declaração  Universal dos Direitos Humanos estavam  implícitos no Islão.(pág. 76) Segundo Weeramantry, "não há dúvida de que uma nova era de  jurisprudência islâmica está para vir, tão cheia de vitalidade como qualquer uma do passado e tão plena de determinação para fazer da Lei islâmica um instrumento relevante para a solução dos mais complexos e modernos problemas evocados pela tecnologia atual (pág. 123)